# Nikolaj Linevič
Nikolaj Petrovič Linevič, anche detto Linevich, Lenevich e Linevitch, in russo Николай Петрович Линевич? (Černihiv, 5 gennaio 1839 – San Pietroburgo, 10 aprile 1908), è stato un militare russo, ufficiale di carriera, Generale di Fanteria (1903) e Generale Aiutante nell'Esercito Imperiale Russo nell'Estremo Oriente durante l'ultima parte della guerra russo-giapponese.

## Biografia
Appartenente ad una famiglia nobile, Linevič entrò in servizio militare nel 1855. Di stanza con il 75º Reggimento Sebastopoli, il suo primo combattimento fu contro le tribù montane del Caucaso Occidentale. Divenne molto famoso durante la guerra russo-turca (1877-1878), e fu nominato comandante della Divisione Sud Ussuri nel 1895.
Durante la Ribellione dei Boxer fu il comandante del 1º Corpo d'Armata Siberiano. Inoltre partecipò alla battaglia di Pechino del 1900. Nel 1903 fu nominato comandante del distretto militare dell'Amur come governatore generale della Dauria.
Allo scoppio della guerra russo-giapponese, Linevič fu temporaneamente a capo dell'Esercito Manciuriano Russo fino all'arrivo del Generale Aleksej Nikolaevič Kuropatkin il 15 marzo 1904. Fu di nuovo messo al comando dell'Esercito Manciuriano dall'ottobre 1904 al 3 marzo 1905. Dopo la sconfitta russa nella Battaglia di Mukden, il generale Kuropatkin fu rimosso dal comando e Linevič fu promosso a succedergli come comandante in capo delle armate russe nell'Estremo oriente. Tuttavia, una volta promosso, Linevič procrastinò, irritando lo zar Nicola II di Russia con continue richieste di rinforzi, insistendo sul fatto che doveva avere una superiorità numerica di 1,5:1 prima di poter passare all'offensiva contro le posizioni giapponesi. Si oppose alle negoziazioni di pace con il Giappone, consigliando allo zar che la vittoria di terra sarebbe stata certa una volta arrivati i rinforzi necessari. Dopo che il trattato di Portsmouth pose fine alla guerra, Linevič supervisionò l'evacuazione delle forze russe dalla Manciuria, ostacolata dagli scioperi e dall'agitazione rivoluzionaria dei ferrovieri. Rifiutò di agire contro gli operai, e quando una parte delle sue truppe si ribellò nell'ambito della Rivoluzione russa del 1905, non ebbe fretta di sedare i moti. Di conseguenza, fu rimosso dalle sue funzioni nel febbraio 1906. Linevič trascorse il resto della sua vita in pensione. Il suo diario di guerra fu pubblicato postumo nel 1925.